# Lilla Rosa och Långa Leda
"Lilla Rosa och Långa Leda" är en svensk folksaga, upptecknad av Sven Sederström.
En utgåva 1899 var återberättad av Fridtjuv Berg och illustrerad av Elsa Beskow.

## Handling
Sagan handlar om en kung och en drottning som hade en enda dotter. När drottningen dör gifter kungen om sig. Den nya drottningen och hennes dotter Långa Leda blir fruktansvärt avundsjuka på Lilla Rosas skönhet. Drottningen beslutar att låta döda Lilla Rosa. Hon skickar en skeppare efter henne som ska sänka henne i havets djup. Lilla Rosa sveps upp på en ö och överlever drottningens plan.
Efter en tid gifter Lilla Rosa sig med den kung som efter en lång tid hittade henne på ön, och ett år senare får de en son. Väl tillbaka på kungagården kommer Lilla Rosa att tänka på sin far och beslutar sig för att sända en budbärare till slottet där hennes far är kung. Hon ber budet att hälsa honom att hon mår bra, att hon är gift och har en son.
När drottningen och hennes dotter får höra detta blir de ifrån sig av ilska. Drottningen besöker Lilla Rosa och med sig har hon ett förtrollat linne som sedan förvandlar henne till en gyllene gås. Alla i kungsgården sörjer drottningens försvinnande. Men en dag får en fiskare reda på vad som har hänt henne. 
Han berättar för kungen och de fångar sedan in gåsen efter tre dagar. En älvkvinna omvandlar henne till drottningen igen och berättar allt som hänt Lilla Rosa och vad styvmodern gjort. Kungen och Lilla Rosa åker till hennes pappa som även har får reda på vad som har hänt. Han beslutar att döma den elaka drottningen och hennes dotter till döden inlåsta i ett fångtorn. Sedan levde alla lyckliga i alla sina dagar.